# Moltkia coerulea
Moltkia coerulea är en strävbladig växtart som beskrevs av Willd. Moltkia coerulea ingår i släktet Moltkia och familjen strävbladiga växter. Inga underarter finns listade i Catalogue of Life.